# ドン・ペイン
ドン・ペイン（Don Payne, 1964年5月5日 - 2013年3月26日）は、アメリカ合衆国の脚本家。『ザ・シンプソンズ』の数エピソードを手掛けるほか、映画の脚本も執筆している。

## フィルモグラフィ

### 『ザ・シンプソンズ』のエピソード
- 第249話「ハロウィーン・スペシャルXI〜本当は恐い話〜」 "Treehouse of Horror XI" (2000)
- 第251話「ピエロをたずねて三千里」 "Insane Clown Poppy" (2000)
- 第264話「フェロモンは暴力の香り」 "Bye Bye Nerdie" (2001)
- 第269話「歌え! ホラ吹きのために」 "Simpsons Tall Tales" (2001)
- 第270話「ハロウィーン・スペシャルXII〜呪われた一家〜」 "Treehouse of Horror XII" (2001)
- 第280話「バートVSミルハウス 恋の争奪戦」 "The Bart Wants What It Wants" (2002)
- 第297話「誰もが怪しいホーマー殺し」 "The Great Louse Detective" (2002)
- 第310話「帰って来て! ヘタレ犬ヘルパー」 "Old Yeller Belly" (2003)
- 第329話「塀の中のバート」 "The Wandering Juvie" (2004)
- 第335話「メディア戦争 リサ対バーンズ」 "Fraudcast News" (2004)
- 第354話「最後の審判の日」 "Thank God It's Doomsday" (2005)
- 第365話「シンプソン家のクリスマス物語」 "Simpsons Christmas Stories" (2005)
- 第390話 "Little Big Girl" (2007)
- 第412話 "Love, Springfieldian Style" (2008)
- 第430話 "Take My Life, Please" (2009)
- 第450話 "Thursdays with Abie" (2010)

### 映画
- Gガール 破壊的な彼女 My Super Ex-Girlfriend (2006)
- ファンタスティック・フォー:銀河の危機 Fantastic Four: Rise of the Silver Surfer (2007)
- マイティ・ソー Thor (2011)
- マイティ・ソー/ダーク・ワールド Thor: The Dark World (2013)